# Stamboom Frederik Hendrik van Oranje (1584-1647)
Dit is de stamboom van Frederik Hendrik van Oranje (1584-1647).
| Stamboom Frederik Hendrik van Oranje (1584-1647)                            | Stamboom Frederik Hendrik van Oranje (1584-1647)                                       | Stamboom Frederik Hendrik van Oranje (1584-1647)                                       | Stamboom Frederik Hendrik van Oranje (1584-1647)                                       | Stamboom Frederik Hendrik van Oranje (1584-1647)                                       | Stamboom Frederik Hendrik van Oranje (1584-1647)                                       | Stamboom Frederik Hendrik van Oranje (1584-1647)                                       | Stamboom Frederik Hendrik van Oranje (1584-1647) | Stamboom Frederik Hendrik van Oranje (1584-1647)                                       | Stamboom Frederik Hendrik van Oranje (1584-1647)                                       |
| --------------------------------------------------------------------------- | -------------------------------------------------------------------------------------- | -------------------------------------------------------------------------------------- | -------------------------------------------------------------------------------------- | -------------------------------------------------------------------------------------- | -------------------------------------------------------------------------------------- | -------------------------------------------------------------------------------------- | --- | -------------------------------------------------------------------------------------- | -------------------------------------------------------------------------------------- |
| Grootouders                                                                 | Willem van Nassau-Dietz (1487-1559) Willem de Rijke x Juliana van Stolberg (1506-1580) | Willem van Nassau-Dietz (1487-1559) Willem de Rijke x Juliana van Stolberg (1506-1580) | Willem van Nassau-Dietz (1487-1559) Willem de Rijke x Juliana van Stolberg (1506-1580) | Willem van Nassau-Dietz (1487-1559) Willem de Rijke x Juliana van Stolberg (1506-1580) | Gaspard de Coligny x Charlotte de Laval                                                | Gaspard de Coligny x Charlotte de Laval                                                | Gaspard de Coligny x Charlotte de Laval | Gaspard de Coligny x Charlotte de Laval                                                | Gaspard de Coligny x Charlotte de Laval                                                |
| Ouders                                                                      | Willem I van Oranje (1533-1584) Willem de Zwijger x 1583 Louise de Coligny (1555-1620) | Willem I van Oranje (1533-1584) Willem de Zwijger x 1583 Louise de Coligny (1555-1620) | Willem I van Oranje (1533-1584) Willem de Zwijger x 1583 Louise de Coligny (1555-1620) | Willem I van Oranje (1533-1584) Willem de Zwijger x 1583 Louise de Coligny (1555-1620) | Willem I van Oranje (1533-1584) Willem de Zwijger x 1583 Louise de Coligny (1555-1620) | Willem I van Oranje (1533-1584) Willem de Zwijger x 1583 Louise de Coligny (1555-1620) | Willem I van Oranje (1533-1584) Willem de Zwijger x 1583 Louise de Coligny (1555-1620) | Willem I van Oranje (1533-1584) Willem de Zwijger x 1583 Louise de Coligny (1555-1620) | Willem I van Oranje (1533-1584) Willem de Zwijger x 1583 Louise de Coligny (1555-1620) |
| Frederik Hendrik van Oranje (1584-1647) x 1625 Amalia van Solms (1602-1675) |                                                                                        |                                                                                        |                                                                                        |                                                                                        |                                                                                        |                                                                                        | |                                                                                        |                                                                                        |
| Kinderen                                                                    | Willem II (1626-1650) x 1641 Maria Stuart (1631-1660)                                  | Louise Henriëtte (1627-1667) x 1646 Frederik Willem I van Brandenburg (1620-1688)      | Henriëtte Amalia (1628)                                                                | Elisabeth (1630)                                                                       | Isabella Charlotte (1632-1642)                                                         | Albertine Agnes (1634-1696) x 1652 Willem Frederik van Nassau-Dietz (1613-1664)        | Henriëtte Catharina (1637-1708) x Johan George II van Anhalt-Dessau (1627-1693) | Hendrik Lodewijk (1639)                                                                | Maria (1642-1688)                                                                      |
| Kleinkinderen                                                               | Willem III (1650-1702)                                                                 | Frederik I van Pruisen (1657-1713)                                                     | -                                                                                      | -                                                                                      | -                                                                                      | Amalia (1655-1695) Hendrik Casimir II (1657-1696)                                      | Elisabeth Albertine (1665-1706) Amalia (1666-1726) Louise Sophie (1667-1678) Marie Eleonore (1671-1756) Henriëtte Agnes (1674-1729) Leopold I (1676-1747) de oude Dessauer Johanna Charlotte (1682-1750) | -                                                                                      | ?                                                                                      |